# Матвеев, Александр Васильевич (археолог)
Алекса́ндр Васи́льевич Матве́ев (9 ноября 1955, Новосибирск, СССР — 24 апреля 2013, Тюмень, Россия) — советский и российский историк-археолог, доктор исторических наук, профессор, специалист по бронзовому веку Западной Сибири (андроновская, ирменская, бархатовская культуры), исследователь Ингальской долины. Автор свыше 150 научных и научно-популярных публикаций, в том числе статей в сборниках «Археологические открытия», журналах «Советская археология» и «Природа». Один из организаторов археологической науки в Тюмени.

## Биография
Александр Матвеев родился 9 ноября 1955 года в Новосибирске.
В 1973 году, не пройдя по конкурсу в Новосибирский государственный университет, поступил на исторический факультет Новосибирского государственного педагогического университета. Посещал археологический кружок, который вела Татьяна Николаевна Троицкая. Во время учёбы произошло знакомство с Михаилом Петровичем Грязновым. Под влиянием этих учёных уже тогда определились научные интересы Матвеева: бронзовый век Западной Сибири. В 1976 году вышла его первая опубликованная работа — коллективная статья в сборнике «Археологические открытия 1975 года». На одной из студенческих конференций он познакомился со студенткой из Тюмени Натальей Москвиной, которая тоже специализировалась на археологии.
Окончив университет в 1978 году, Матвеев уехал в Тюмень для работы в Тюменском государственном университете. В том же году он женился на Наталье Москвиной, которая приняла фамилию мужа. Позже у пары родилась дочь Екатерина. В Тюменском университете Матвеев проявил себя как организатор науки: он создал хозрасчётную археологическую лабораторию и стал первым её руководителем. В 1979—1980 годах он служил в армии, а затем вернулся к работе в университете. В 1984 году по его инициативе в университете открылся Музей археологии Западной Сибири.
В 1985 году Матвеев окончил аспирантуру Института истории, филологии и философии Сибирского отделения АН СССР и под руководством Руслана Сергеевича Васильевского защитил кандидатскую диссертацию на тему «Ирменские поселения лесного Приобья». Матвеев стал первым кандидатом наук по специальности «археология» в Тюмени, и позже тюменский историк Александр Еманов назовёт Матвеева «princeps [первый] тюменской археологии».
В 1990 году Матвеев перешёл в созданный несколько лет назад Институт проблем освоения Севера СО АН СССР. Здесь он создал лабораторию археологии и дослужился до заместителя института. При нём начинает выходить институтский научный журнал «Вестник археологии, антропологии и этнографии». В 1993 году Матвеев написал первую монографию: «Ирменская культура в лесостепном Приобье». В 1994 году вместе с Натальей Матвеевой и Виктором Захом выступил автором научно-популярной книги «Археологические путешествия по Тюмени и её окрестностям».
Много лет проводя раскопки на юге Тюменской области, Матвеев в 1994 году выявил границы Ингальской долины, расположенной в Тоболо-Исетском междуречье. В 1995—1996 годах археологи из ИПОС начали планомерное изучение этого археологического микрорайона, в котором представлены древности от мезолита до средневековья. Ингальской долине посвящена статья Матвеева, вышедшая в 1996 году в журнале «Природа».
В 1998 году Матвеев написал монографию «Первые андроновцы в лесах Зауралья», за которой в 2000 году последовала защита докторской диссертации на тему «Лесное Зауралье во II — начале I тыс. до н. э.». Защита происходила в Институте археологии и этнографии СО РАН.
В 2001 году Матвеев вернулся в ТюмГУ, где стал заведующим новой кафедры — археологии, антропологии и этнографии. В 2003 году он возглавил Институт гуманитарных исследований ТюмГУ. В 2004 году написал научно-популярную книгу «Затерянный мир Ингальской долины». Его работой в Долине заинтересовались как тюменские, так и московские СМИ. Последняя монография Матвеева «Зауралье после андроновцев: Бархатовская культура» (совм. с Оксаной Аношко) вышла в 2009 году. В последние годы жизни Матвеев также занимался поисками места гибели Ермака и раскопками Тобольска.
Александр Матвеев умер 24 апреля 2013 года в Тюмени в возрасте 57 лет после тяжёлой непродолжительной болезни.

## Труды

### Монографии, научно-популярные книги
- Матвеев А. В. Ирменская культура в лесостепном Приобье. — Новосибирск: Изд-во НГУ, 1993. — 180 с. — 500 экз. — ISBN 576150250X.
- Матвеев А. В., Зах В. А. Памятники древних и средневековых культур Ямала. — Тюмень: ИПОС СО РАН, 1994. — 50 с. — 500 экз.
- Матвеева Н. П., Матвеев А. В., Зах В. А. Археологические путешествия по Тюмени и её окрестностям. — Тюмень: ИПОС СО РАН, 1994. — 190 с. — 10 000 экз. (недоступная ссылка)
- Матвеев А. В., Матвеева Н. П., Панфилов А. Н., Буслова М. А., Зах В. А., Могильников В. А. Археологическое наследие Тюменской области: Памятники лесостепи и подтаёжной полосы. — Новосибирск: Наука, 1995. — 240 с. — 1390 экз. — ISBN 5-02-030776-9.
- Матвеев А. В., Багашев А. Н., Зенько А. П., Канакин И. А., Аблажей А. М., Муратов П. Д., Бойко В. А., Кучер В. В. Ямал знакомый и неизвестный. — Тюмень: ИПОС СО РАН, 1995. — 238 с. — 500 экз.
- Матвеев А. В. Первые андроновцы в лесах Зауралья. — Новосибирск: Наука, 1998. — 417 с. — 369 экз. — ISBN 5-02-030938-9.
- Матвеев А. В. Затерянный мир Ингальской долины. — Тюмень: Тюменский дом печати, 2004. — 144 с. — 1000 экз. — ISBN 5-87591-042-9.
- Матвеев А. В., Аношко О. М. Зауралье после андроновцев: Бархатовская культура. — Тюмень: Тюменский дом печати, 2009. — 416 с. — 500 экз. — ISBN 978-5-87591-161-3.

### Избранные статьи
- Соболев В. И., Зах В. А., Сидоров Е. А., Елагин В. С., Матвеев А. В. Работы в Барабинской и Кулундинской степях // Археологические открытия 1975 года. — Москва: Наука, 1976. — С. 280—281.
- Матвеев А. В., Колесин А. Н., Соболев В. И., Зах В. А. Работы Новосибирской экспедиции // Археологические открытия 1976 года. — Москва: Наука, 1977. — С. 256—257.
- Матвеев А. В. Исследования  Быстровского  поселения // Археологические открытия 1977 года. — Москва: Наука, 1978. — С. 256—257.
- Матвеев А. В., Клюнкова Т. Н., Колесина Л. Н. Исследования Красноярского и Искитимского  отрядов  Новосибирской  экспедиции // Археологические открытия 1978 года. — Москва: Наука, 1979. — С. 250—251.
- Матвеев А. В., Матвеева Н. П. Разведки и раскопки на Среднем Тоболе // Археологические открытия 1981 года. — Москва: Наука, 1983. — С. 215—216.
- Матвеев А. В., Матвеева Н. П. Исследования  в  междуречье  Тобола  и  Исети // Археологические открытия 1982 года. — Москва: Наука, 1984. — С. 219—220.
- Матвеев А. В., Матвеева Н. П. Саргатский могильник у д. Тютрина (по раскопкам 1981 г.) // Краткие сообщения ИА АН СССР. — Москва: Наука, 1985. — Вып. 184. — С. 69—76.
- Матвеев А. В. Некоторые  итоги  и  проблемы  изучения  ирменской  культуры // Советская археология. — 1986. — № 2. — С. 56—69.
- Матвеев А. В. Работы  Тюменской  экспедиции // Археологические открытия 1984 года. — Москва: Наука, 1986. — С. 190—191.
- Зах В. А., Матвеев А. В., Матвеева Н. П. Исследования Тюменского университета // Археологические открытия 1986 года. — Москва: Наука, 1988. — С. 231—234.
- Матвеев А. В., Матвеева Н. П. Бронзовый  котёл  из  Савиновского  могильника (Среднее Притоболье) // Советская археология. — 1988. — Т. 1. — С. 241—244.
- Матвеев А. В. Древнее золото «60-й параллели» // Природа. — Наука, 1991. — № 9. — С. 35—41.
- Матвеев А. В., Матвеева Н. П. Раскопки на юге Тюменской области // Археологические открытия 1994 года. — Москва: Наука, 1995. — С. 287—289.
- Матвеев А. В. Путешествие  в  древний  мир  Ингальской  долины // Природа. — Наука, 1996. — № 11. — С. 21—32.
- Матвеев А. В. О некоторых особенностях раннеандроновских захоронений Притоболья со следами огня // Вестник археологии, антропологии и этнографии. — Тюмень: ИПОС СО РАН, 1997. — Вып. 1. — С. 15—23. Архивировано 10 марта 2016 года.
- Матвеев А. В., Волков Е. Н., Ларин С. И., Адамов А. А., Зах В. А., Сладкова Л. Н. Разведочные работы в Ингальской долине // Вестник археологии, антропологии и этнографии. — Тюмень: ИПОС СО РАН, 1997. — Вып. 1, № 150—152. Архивировано 2 января 2014 года.
- Матвеев А. В., Дрябина Л. А., Матвеева Н. П., Дегтярева А. Д. Рекогносцировочные раскопки в Ингальской долине в 1995 г // Вестник археологии, антропологии и этнографии. — Тюмень: ИПОС СО РАН, 1997. — Вып. 1. — С. 153—155. Архивировано 10 марта 2016 года.
- Матвеев А. В., Зах В. А., Волков Е. Н. Исследование энеолитического могильника Бузан-3 в Ингальской долине // Вестник археологии, антропологии и этнографии. — Тюмень: ИПОС СО РАН, 1997. — Вып. 1. — С. 156—158. Архивировано из оригинала 24 сентября 2015 года.
- Matveev A. V. Radiocarbon chronology of archaeological cultures of Andronovskaya community in Trans-Urals region (англ.) // VII Nordic conference on the application of scientific methods in archaeology, Savonlinna, 1996. — Helsinki: Finnish Antiquarian Society, 1997. — P. 51—52.
- Матвеев А. В. Снова об Ингальской долине // Наука в Сибири: еженедельная газета Сибирского отделения РАН. — 9 января 1998.
- Матвеев А. В. Новые данные о системе жизнеобеспечения черкаскульского населения Приисетья (недоступная ссылка — история) // Вестник археологии, антропологии и этнографии. — Тюмень: ИПОС СО РАН, 1999. — Вып. 2. — С. 121—123.
- Матвеев А. В., Волков Е. Н. Исследование нео- и энеолитических памятников в Ингальской долине в 1998 г // Вестник археологии, антропологии и этнографии. — Тюмень: ИПОС СО РАН, 1999. — Вып. 2. — С. 124—125. Архивировано 10 марта 2016 года.
- Матвеев А. В., Матвеева Н. П., Крюкова Т. С. Новые памятники эпохи бронзы и раннего железного века в Ингальской долине (по итогам работ 1998 г.) // Вестник археологии, антропологии и этнографии. — Тюмень: ИПОС СО РАН, 1999. — Вып. 2. — С. 126—135. Архивировано 10 марта 2016 года.
- Матвеев А. В., Чикунова И. Ю. Поселение  Ботники-1в  на  Нижней  Исети // Вестник археологии, антропологии и этнографии. — Тюмень: ИПОС СО РАН, 1999. — Вып. 2. — С. 44—50. Архивировано 10 марта 2016 года.
- Матвеев А. В., Матвеева Н. П. Исследования в Ингальской долине // Археологические открытия 1998 года. — Москва: Наука, 2000. — С. 315—317.
- Матвеев А. В., Аношко О. М., Измер Т. С. Предварительные итоги работ 1999 и 2000 гг. на поселении Щетково-2 в Ингальской долине // Вестник археологии, антропологии и этнографии. — Тюмень: ИПОС СО РАН, 2001. — Вып. 3. — С. 213—216. Архивировано 10 марта 2016 года.
- Matveev A. V. On the interpretation of Andronovo Cultural Phenomenon of Central Eurasia (англ.) // XIV International Congress of Prehistoric and Protohistorical Sciences: Pre-prints. — Liege, 2001. — P. 280.
- Matveev A. V. Andronovo Period in Trans-Urals (англ.) // European Association of Archaeologists. 9th Annual Meeting: Final Programme and Abstracts. — St. Petersburg: European Association of Archaeologists, 2003. — P. 53—54.
- Аношко О. М., Измер Т. С., Матвеев А. В. Раскопки в Ингальской долине и на территории  Тюмени // Археологические открытия 2003 года. — Москва: Наука, 2004. — С. 435—436.
- Матвеев А. В., Аношко О. М. Раскопки городища Старый Погост // Археологические открытия 2006 года. — Москва: Наука, 2009. — С. 615—616.
- Матвеев А. В., Аношко О. М., Агишева О. С. Результаты исследования селища Заводоуковское 9 // Вестник археологии, антропологии и этнографии. — Тюмень: ИПОС СО РАН, 2006. — Вып. 6. — С. 73—82. Архивировано 10 марта 2016 года.
- Матвеев А. В., Костомаров В. М., Костомарова Ю. В. К характеристике хозяйственной деятельности носителей пахомовской культуры лесостепного Зауралья (недоступная ссылка — история) // Вестник Тюменского государственного университета. — 2009. — № 7. — С. 3—14.
- Матвеев А. В., Ларина Н. С., Костомарова Ю. В., Киктенко Е. В. Результаты изучения пригаров и почв из сосудов алакульской культуры Хрипуновского могильника (недоступная ссылка — история) // Вестник Тюменского государственного университета. — 2010. — № 1. — С. 12—20.
- Матвеев А. В., Костомаров В. М. Пахомовские древности Западной Сибири // Вестник археологии, антропологии и этнографии. — Тюмень: ИПОС СО РАН, 2011. — Вып. 1. — С. 46—55. Архивировано 10 марта 2016 года.
- Матвеев А. В., Аношко О. М., Сирюшова Н. Ф. Старинный фарфор и фаянс из культурного слоя Тобольска // Вестник археологии, антропологии и этнографии. — Тюмень: ИПОС СО РАН, 2011. — Вып. 2. — С. 116—124. Архивировано 23 ноября 2015 года.